# Wilgie Mia
Wilgie Mia ist ein historisch bedeutsames Ocker-Minengebiet. Es liegt etwa 650 km nordöstlich von Perth und 60 km nordwestlich von Cue in Western Australia, Australien. Das von den Aborigines Wilgie Mia genannte Bergwerk im Weld-Bergland ist das größte und bedeutendste prähistorische Bergwerk von ihnen.

## Ocker-Farben
Im Wilgie Mia-Bergwerk wurden im Verlauf der Geschichte 19.600 m³ Ocker abgebaut, was einem Gewicht von 40.000 t entspricht. Es gibt drei Abbaustellen mit rotem (Wilgie Mia), gelbem (Little Wilgie Mia) und grünem Ocker (Marlu Resting Place). Das Abbaugebiet ist das einzige australische Vorkommen, in dem Ocker in unterschiedlichen Farben vorkommt.

## Abbau
Das Bergwerk liegt in einer Flanke eines Hügels und ist 15 bis 30 m breit und bis zu 20 m tief. Im Bergwerk wurden historische Werkzeuge gefunden. Zum Abbau kamen Hämmer und Keile, Stützen und Rüstungen zum Einsatz und es wurde die Methode stop and pillar (deutsch: „anhalten und abstützen“) angewendet, was den gleichzeitigen Abbau auf verschiedenen Abbauebenen ermöglichte. Abgebaut wurde in einem offenen Tagebau, es gibt allerdings auch Höhlen und unterirdische Galerien, in denen die Aborigines dem Ocker-Vorkommen folgten.
Bis in eine Abbautiefe von 6 m wird angenommen, dass diese Minerale bereits vor vielen tausend Jahren abgebaut wurden, wissenschaftlich bewiesen ist das bislang nicht. Anhand eines in dem Bergwerk gefundenen hölzernen Werkzeugs konnte nachgewiesen werden, dass eine Nutzung des Ockervorkommens seit 1000 Jahren besteht. Aufgrund des abgebauten Volumens wird aber mit hoher Wahrscheinlichkeit angenommen, dass es sich um den ältesten kontinuierlichen Bergbaubetrieb der Welt handelt und dass dieser seit 30000 Jahren betrieben worden sein könnte. Ocker dieses Vorkommens wurde in der Western Desert und im nördlichen Queensland gefunden. Die Aborigines hielten den Bergwerksbetrieb bis in die 1930er Jahre aufrecht. Vertrieben wurden sie, als die Weißen Ocker abbauen wollten.
Das rote Ocker-Vorkommen entstand im Tertiär in geologischen und chemischen Veränderungsprozessen aus eisenhaltigen Quarziten und Sedimenten. In diesen Prozessen entstand die Anreicherung von Hämatit (Fe2O3) und Jaspilit, das sich im vorhandenen Ton als mikroskopisch kleine Partikel (> 80 Mesh [200 µm]) einlagerte.
In unmittelbarer Nähe zum historischen Abbaugebiet befindet sich ein hochwertiges Eisenvorkommen mit einem Gehalt von etwa 65 %, das von einem australischen Konzern, der Atlas Iron Limited abgebaut wird, die den Abbau in Absprache mit den lokalen Aborigines der Wajarri betreibt.

## Kultur und Mythos
Ocker ist als Farbe von den Aborigines seit Jahrtausenden für die Felsenmalerei und Körperbemalung verwendet worden und ist von großer kultureller Bedeutung. In den Mythen der Aborigines entstand der rote Ocker in der Traumzeit. Die Mondongs kämpften als Schöpfungswesen mit einem riesigen Känguru, dem Marlu, das mit einem Speer erlegt wurde. Das austretende Blut färbte den Boden und es wurde zu rotem, die Leber zu gelbem und die Galle zu grünem Ocker. Das für die Aborigines bedeutsame Ockervorkommen wird von vier Wesen bewacht, den Mundongs. Das Abbaugelände war nur Männern zugänglich und es mussten bestimmte Rituale eingehalten werden. Steinstapel markierten die Grenzen des Abbaugebiets und bestimmte Gebiete durften von nicht initiierten jungen Männern nicht betreten werden. Die abgehaltenen Rituale sollten auch verhindern, dass es zu Verletzungen oder zu Todesfällen beim Abbau kam, beispielsweise durften die abbauenden Aborigines ihre Abbaustellen nur rückwärts gehend verlassen. Der rote Ockers aus Wilgie Mia findet bei den Aborigines bis zum heutigen Tag in Regeln, Kunst, Zeremonien und Heilungspraktiken in der Western Desert Verwendung.
Aufgrund seiner historischen Bedeutung wurde Wilkie Mia im Februar 2011 mit einer Fläche von 2000 ha in die Australian National Heritage List eingetragen.